# Albert Střelecký
Albert Střelecký (po 1300 – 1366/75) byl střelecký kníže pocházející z rozrodu slezských Piastovců.

## Život
Byl nejmladším synem opolského knížete Boleslava I. Po otcově smrti mu bylo v roce 1313 z Opolska vyděleno Střelecko, které sestávalo z měst Strzelce Opolskie, Woźniki, Lubliniec, Krapkowice a Leśnica. Po smrti bytomsko-kozelského knížete Boleslava II. roku 1354 se jako jeden z uchazečů pokusil získat jeho knížectví pro sebe. Rozhodnutím českého krále Karla IV. připadlo však Boleslavovým dcerám a dcerám Vladislava Bytomsko-Kozelského. Oženil se s Anežkou, dcerou Burcharda I., purkrabího v Magdeburku. Jelikož zemřel bez mužských potomků, jeho země přešly na jeho synovce Boleslava III. Opolského.